# John Humphreys Parry
John Humffreys Parry (6 avril 1786 - 12 février 1825) est un avocat et antiquaire gallois.

## Biographie
Fils du révérend Edward Parry et de sa femme Anne, il est né le 6 avril 1786 ; son père est à l'époque recteur de Llangar, mais habite à la cure de Mold, où il tient école devenant en 1790 recteur de la paroisse voisine de Llanferres. Parry fait ses études au lycée de Ruthin, puis entre dans le cabinet de son oncle, M. Wynne, avocat à Mold.
Héritant de quelques biens à la mort de son père, Parry est en 1807 admis au Temple, et en 1811 est admis au barreau. Il pratique un temps dans le circuit d'Oxford et les grandes sessions de Chester, et devient écrivain. En septembre 1819, il lance le Cambro-Briton, un magazine sur l'histoire galloise ; trois volumes paraissent (Londres, 1820, 1821, 1822). Il participe au rétablissement de la Cymmrodorion Society en 1820 et édite le premier volume des Transactions de la société (Londres, 1822). Le 12 février 1825, il est attaqué et tué à North Street, Pentonville, par un maçon nommé Bennett, avec qui il s'était disputé dans la taverne Prince of Wales.

## Travaux
Lorsqu'en 1823 une édition officielle des anciens historiens britanniques est prévue, la partie galloise de l'ouvrage est confiée à Parry. La même année, il remporte des prix au Carmarthen Eisteddfod pour des essais sur The Navigation of the Britons et The Ancient Manners and Customs of the Britons (imprimés, avec un essai de troisième prix, à Carmarthen, 1825). En 1824 parait The Cambrian Plutarch (Londres: certains exemplaires ont une page de titre différente de 1834), un recueil de courtes biographies de gallois célèbres.

## Famille
Parry laisse une veuve, fille de John Thomas, un avocat de Llanfyllin, et cinq enfants, l'aîné étant John Humffreys Parry l'avocat. Après la mort violente de Parry, un fonds de plus de 1 000 £ est souscrit pour sa famille.